# Escadron de transport 3/62 Ventoux
L'escadron de transport 3/62 Ventoux est une unité de transport de l'Armée de l'air française équipée de CASA CN-235 (200 et 300), et stationné sur la Base aérienne 105 Évreux-Fauville.

## Historique

### Appellation
- 30/06/1970 : Escadrille de transport 3/62[1],[2]
- XX/02/1973 : Escadrille de transport 3/62 Ventoux[1] dotée de Breguet 941
- XX/08/1974 : Dissolution de l'escadrille[1]
- 01/09/1999 : Escadron de transport et d’entraînement 42[1],[2]
- 20/06/2000 : Escadron de transport et d’entraînement 42 Ventoux[1]
- 01/09/2005 : Escadron de transport 3/62 Ventoux[1],[2]

## Escadrilles
- Escadrille no 1 SAL 105[2]
- Escadrille no 2 VR 551[2]

## Bases
- 1970-1974 : Base aérienne 112 Reims-Champagne[1],[2]
- 1999-2011 : Base aérienne 118 Mont-de-Marsan[1],[2]
- 2011-2015 : Base aérienne 110 Creil (ouverture des locaux le 17 mai, transfert effectif le 28 juillet)[1],[2]
- 2015- : Base aérienne 105 Évreux-Fauville[3]

## Appareils

### Actifs
- CASA CN-235-200[1]
- CASA CN-235-300[1],[2]

### Anciens
- Bréguet 941S
- Nord 262 Frégate
- DHC-6 Twin Otter